# Gedeblad-familien
Gedeblad-familien (Caprifoliaceae) er en familie inden for planteriget, som består af buske, små træer eller (sjældnere) urter eller lianer. Bladene er løvfældende eller stedsegrønne, enkle, modsatte eller kransstillede.
Gedeblad-familien omfatter den tidligere klokkebusk-familien (Diervilla-familien (Diervillaceae), en lille familie med de to slægter: Diervilla (Diervilla) og Weigela (Weigela).

Gedeblad-familien har i dag følgende slægter, der jævnligt kan ses i Danmark:
| Slægter |

| - Abelia (Abelia) - Acanthocalyx - Bassecoia - Sporebaldrian (Centranthus) - Skælhoved (Cephalaria) - Cryptothladia - Diervilla (Diervilla) - Dipelta - Kartebolle (Dipsacus) - Fedia - Heptacodium - Blåhat (Knautia) - Dronningebusk-slægten (Kolkwitzia) - Leycesteria (Leycesteria) - Linnæa (Linnaea) - Lomelosia - Gedeblad (Lonicera) - Morina - Nardostachys | - Guldbaldrian (Patrinia) - Plectritis - Pseudobetckea - Pseudoscabiosa - Pterocephalidium - Pterocephalodes - Pterocephalus - Skabiose (Scabiosa) - Sixalix - Djævelsbid-slægten (Succisa) - Succisella - Snebær (Symphoricarpos) - Triosteum - Triplostegia - Baldrian (Valeriana) - Vårsalat (Valerianella) - Klokkebusk(Weigela) - Zabelia |

Tidligere har Snebolle også hørt hjemme i denne familie, men den findes nu i plantefamilien Adoxaceae. Bemærk, at slægterne fra familierne Diervillaceae, Dipsacaceae, Linnaeaceae, Morinaceae og Valerianaceae efter 2009 ifølge APG III-systemet er samlet her.